# Chichiriviche
Chichiriviche é uma cidade venezuelana, capital do município de Monseñor Iturriza.